# Kinnecaris barrambie
Kinnecaris barrambie is een eenoogkreeftjessoort uit de familie van de Parastenocarididae. De wetenschappelijke naam van de soort is voor het eerst geldig gepubliceerd in 2011 door Karanovic & Cooper.